# Landolfshausen
Landolfshausen er en by og kommune i det centrale Tyskland, beliggende under Landkreis Göttingen, i den sydlige del af delstaten Niedersachsen. Kommunen, der har knap 1100 indbyggere (2012), er en del af amtet (samtgemeinde) Radolfshausen.

## Geografi
Landolfshausen er beliggende ved floden Suhla, omkring 18 km øst for Göttingen og 10 km vest for Duderstadt. Nabokommuner er Ebergötzen, Seulingen og Waake.
Til kommunen hører (ud over selve byen) landsbyerne Mackenrode, Potzwenden og Falkenhagen.